# 中国共产党中央政治局
中国共产党中央政治局（简称中共中央政治局、中央政治局或政治局）由中国共产党中央委员会全体会议选举产生，是中国共产党中央领导机构。依《中国共产党章程》规定，中共中央政治局及其常务委员会在中央委员会全体会议闭会期间行使中央委员会的职权，会议由中国共产党中央委员会总书记召集。中央政治局是中国共产党在全中华人民共和国的最高领导机构，党政军各机构则是它的办事机构和执行部门。作为中华人民共和国权力金字塔的顶端，它负责确保党的路线得以维护，并控制着另外三个重要机构： 国务院、中央军事委员会，以及全国人民代表大会。在中国共产党全国代表大会闭会后，党代会职权被转移到中央委员会，而后到中央政治局，最后转移到中央政治局常委会，即党代会职权实现了三次转移，因前三者均无常设机构履行其职能。
中共中央政治局从1927年5月的五届一中全会开始设立。1943年3月20日，中央政治局通过《中共中央关于中央机构调整及精简的决定》，规定：在两次中央全会之间，中央政治局担负领导整个党的工作的责任，有权决定一切重大问题；政治局只能單數成員、不能雙數成員，因為要內部投票（但该规定在后来中央政治局的组建中并未被严格遵守，例如第十四届中央政治局只有20名委员和2名候补、第十五届中央政治局只有22名委员和2名候补委员，而第二十届中央政治局只有24名委员且无候补委员）。习近平出任中共中央总书记后，中央政治局的集体决策职能削弱。2017年10月召开的十九届一中全会审议的《中共中央政治局关于加强和维护党中央集中统一领导的若干规定》规定，所有中央政治局常委和委员每年要向中共中央和总书记书面述职；2018年3月，所有中央政治局常委和委员首次向中共中央和总书记习近平书面述职。
中共中央政治局的成员称“中央政治局委员”或“政治局委员”。中华人民共和国成立后，中央政治局委员一般都在全国人大、国务院、全国政协、中央军委等国家机构、中共中央各部门或各省市党政机关担任主要职务，按惯例可以被称为“党和国家领导人”。中共中央政治局常委会和中央政治局全体会议提名全国政协主席、副主席、秘书长、常务委员；省部级正职人选也由中央政治局会议决定。中央政治局常委属于国家级正职的一级领导职务，而中央政治局委員、候补委员属于二至三级干部。自1982年中共十二大废除中共中央主席和中共中央副主席职务开始，中央政治局委员的排名按简体中文姓氏笔画为序，不同于中央政治局常委会和中央书记处按担任者党内地位排名。自2007年中共十七大起，中央政治局不再设置候补委员职位。

## 职权
根据《中国共产党中央委员会工作条例》，中央政治局贯彻执行全国代表大会和中央委员会的决议、决定，向中央委员会全体会议报告工作，接受监督，行使以下职权：
1. 召集并主持中央委员会全体会议，研究决定提请中央委员会全体会议审议的问题和事项。
2. 讨论和决定关系党和国家事业发展全局的重大问题和事项。
3. 中央委员会全体会议闭会期间，决定给以中央委员会委员、候补委员撤销党内职务、留党察看或者开除党籍的处分，待召开中央委员会全体会议时予以追认；决定开除严重触犯刑律的中央委员会委员、候补委员党籍。
4. 按照有关规定推荐、提名、任免干部；决定对有关党的领导干部的处理处分事项。
5. 研究决定其他应当由中央政治局决定的重大问题和事项。

## 推选程序
中央政治局组成人员预备人选条件一般是64周岁以下正部长级以上干部和军队正大军区职干部。政治局与其它中央党组织一样，采用“等额选举”推选其成员。
此外，中共中央委员会和中共中央纪律检查委员会人选推荐、考察、提名工作，始终在中央政治局常委会和中央政治局领导下进行。
胡錦濤執政時期，政治局委員的推選方式是通過黨內民主推薦程序，中共中央對作為政治局委員候選人約200名中央委員進行不公開民意調查，最終在全國代表大會上制訂候選人名單。習近平執政後改為由總書記對候選人進行面談和調查研究的方式推選政治局委員。
自2002年中共十六大起，除常委外，中央政治局委员一般兼任下列职务（或由下列领导职务产生）：
- 中央书记处书记：中央办公厅主任（二十届由中央政治局常委兼任）、中央组织部部长、中央宣传部部长、中央统战部部长、中央政法委书记、中央纪律检查委员会副书记（排名第一）（2018年十三届全国人大第一次会议起兼任国家监察委员会主任）、中央政研室主任
- 国务院副总理（全体，通常为四名，但排名第一的由中央政治局常委兼任）
- 中央军委副主席（全体，通常为两名）
- 全国人大常委会副委员长（排名第一，有时兼任中华全国总工会主席）
- 全国政协副主席（排名第一，有时由中央书记处书记或中央统战部部长兼任）
- 部分省级行政区党委书记，例如直辖市北京、天津、上海、重庆的市委书记，经济第一大省广东的省委书记，重要的战略性省级行政区、民族自治区新疆的党委书记（历史上山东、四川与湖北均诞生过由政治局委员兼任的省委书记，具体人事安排通常随该省在全国政治经济中的重要性以及相关干部个人原因长期变动）
- 中央外事工作委员会办公室主任
- 中央财经委员会办公室主任（通常由分管宏观经济的国务院副总理兼任）
- 其他中央认为应当入局的领导职务，例如国务委员

## 现任政治局委员

### 常务委员会委员
中共二十届一中全会2022年10月23日上午选举习近平为中共中央总书记，选举习近平、李强、赵乐际、王沪宁、蔡奇、丁薛祥、李希为中共中央政治局常委。其排名顺序按党内的资历和地位，有严格规定与含义。
| 排名 | 肖像 姓名 | 党职                                                                                       | 公职                                                      | 首次当选常委   | 党代会选区     | 分工 |
| ---- | --------- | ------------------------------------------------------------------------------------------ | --------------------------------------------------------- | -------------- | -------------- | --- |
| 1    | 习近平    | 中共中央总书记 中共中央军委主席 中共中央政治局常委                                         | 中华人民共和国主席 中华人民共和国中央军事委员会主席       | 2007年10月22日 | 广西           | 中央国家安全委员会主席 中央全面深化改革委员会主任 中央全面依法治国委员会主任 中央财经委员会主任 中央外事工作委员会主任 中央军民融合发展委员会主任 中央审计委员会主任 中央对台工作领导小组组长 中央军委深化国防和军队改革领导小组组长 中央军委联合作战指挥中心总指挥 |
| 2    | 李 强     | 中共中央政治局常委 国务院党组书记                                                          | 中华人民共和国国务院总理                                  | 2022年10月23日 | 上海           | 中央国家安全委员会副主席 中央全面深化改革委员会副主任 中央金融委员会主任 中央机构编制委员会主任 国家国防动员委员会主任 国家能源委员会主任 中央全面依法治国委员会副主任 中央财经委员会副主任 中央外事工作委员会副主任 中央网络安全和信息化委员会副主任 中央军民融合发展委员会副主任 中央审计委员会副主任 中央应对新型冠状病毒感染疫情工作领导小组组长                                                                        |
| 3    | 赵乐际    | 中共中央政治局常委 全国人大常委会党组书记                                                  | 全国人民代表大会常务委员会委员长                          | 2017年10月25日 | 内蒙古         | 中央国家安全委员会副主席 中央全面依法治国委员会副主任 |
| 4    | 王沪宁    | 中共中央政治局常委 全国政协党组书记                                                        | 中国人民政治协商会议全国委员会主席 中国和平统一促进会会长 | 2017年10月25日 | 贵州           | 中央全面深化改革委员会副主任兼办公室主任 中央统一战线工作领导小组组长 中央西藏工作协调小组组长 中央新疆工作协调小组组长 中央对台工作领导小组副组长 |
| 5    | 蔡 奇     | 中共中央政治局常委 中共中央书记处书记（排名第1） 中共中央办公厅主任 中央和国家机关工委书记 |                                                           | 2022年10月23日 | 北京           | 中央国家安全委员会副主席兼办公室主任 中央全面深化改革委员会副主任 中央全面依法治国委员会副主任 中央精神文明建设指导委员会主任 中央宣传思想文化工作领导小组组长 中央党的建设工作领导小组组长 中央机构编制委员会副主任 中央网络安全和信息化委员会主任 首都规划建设委员会主任 中央军民融合发展委员会副主任 党和国家功勋荣誉表彰工作委员会主任 中央学习贯彻「习思想」主题教育领导小组组长 中央保密委员会主任 中央保健委员会主任 |
| 6    | 丁薛祥    | 中共中央政治局常委 国务院党组副书记                                                        | 中华人民共和国国务院副总理 （排名第1）                    | 2022年10月23日 | 中央和国家机关 | 中央科技委员会主任 中央港澳工作领导小组组长 中央空中交通管理委员会主任 国家能源委员会副主任 国务院食品安全委员会主任 中央军民融合发展委员会副主任兼办公室主任 推进“一带一路”建设工作领导小组组长 国务院推进政府职能转变和“放管服”改革协调小组组长 粤港澳大湾区建设领导小组组长 全国绿化委员会主任 国务院第五次全国经济普查领导小组组长                                                                                      |
| 7    | 李 希     | 中共中央政治局常委 中共中央纪委书记                                                        |                                                           | 2022年10月23日 | 广东           | 中央审计委员会副主任 中央党的建设工作领导小组副组长 中央巡视工作领导小组组长 中央深化国家监察体制改革试点工作领导小组组长 |

### 委员
| 姓氏笔画数 | 肖像 姓名      | 党职 | 公职                                                                                             | 分工 |
| ---------- | -------------- | --- | ------------------------------------------------------------------------------------------------ | --- |
| 3          | 马兴瑞         | 中央政治局委员 新疆维吾尔自治区党委书记（至2025年7月） 新疆兵团党委第一书记（至2025年7月）                   | 新疆生产建设兵团第一政治委员                                                                     | 中央新疆工作协调小组副组长 |
| 4          | 王 毅          | 中央政治局委员                                                                                               | 中华人民共和国外交部部长                                                                         | 中央外事工作委员会办公室主任 中央港澳工作领导小组副组长 中央對臺工作領導小組秘书长                                                                                  |
| 4          | 尹 力          | 中央政治局委员 北京市委书记 北京卫戍区党委第一书记                                                           |                                                                                                  | 首都规划建设委员会主任 |
| 5          | 石泰峰         | 中央政治局委员 中央书记处书记 中央统战部部长（至2025年4月） 中央组织部部长（自2025年4月） 全国政协党组副书记 | 中国人民政治协商会议全国委员会副主席 （排名第1） 中华海外联谊会会长 中国和平统一促进会执行副会长 | 中央巡视工作领导小组副组长 中央党的建设工作领导小组副组长 中央港澳工作领导小组副组长                                                                                |
| 6          | 刘国中         | 中央政治局委员 国务院党组成员                                                                                | 中华人民共和国国务院副总理 （排名第4）                                                           | 中央农村工作领导小组组长 |
| 7          | 李干杰         | 中央政治局委员 中央书记处书记 中央组织部部长（至2025年4月） 中央统战部部长（自2025年4月）                    |                                                                                                  | |
| 7          | 李书磊         | 中央政治局委员 中央书记处书记 中央宣传部部长                                                                 | 中国思想政治工作研究会会长                                                                       | 中央宣传思想文化工作领导小组副组长 |
| 7          | 李鸿忠         | 中央政治局委员 全国人大常委会党组副书记                                                                      | 全国人民代表大会常务委员会副委员长 （排名第1）                                                   | |
| 7          | 何卫东陆军上将 | 中央政治局委员 中共中央军委副主席                                                                            | 中华人民共和国中央军事委员会副主席 （排名第2）                                                   | 中国人民解放军选举委员会副主任 |
| 7          | 何立峰         | 中央政治局委员 国务院党组成员 中共中央金融工委书记                                                           | 中华人民共和国国务院副总理 （排名第2）                                                           | 中央财经委员会办公室主任 中央金融委员会办公室主任 中欧经贸高层对话中方牵头人 中美经贸对话中方牵头人 中法高级别经济财金对话中方牵头人 中俄总理定期会晤委员会中方主席 |
| 7          | 张又侠陆军上将 | 中央政治局委员 中共中央军委副主席                                                                            | 中华人民共和国中央军事委员会副主席 （排名第1）                                                   | 中央军委巡视工作领导小组组长 中国人民解放军选举委员会主任 |
| 7          | 张国清         | 中央政治局委员 国务院党组成员                                                                                | 中华人民共和国国务院副总理 （排名第3）                                                           | 国务院安全生产委员会主任 国家防汛抗旱总指挥部总指挥 国家防灾减灾救灾委员会主任                                                                                      |
| 7          | 陈文清         | 中央政治局委员 中央书记处书记 中央政法委书记                                                                 | 中国法学会会长                                                                                   | 中央港澳工作领导小组副组长 中央全面依法治国委员会办公室主任 |
| 7          | 陈吉宁         | 中央政治局委员 上海市委书记 上海警备区党委第一书记                                                           |                                                                                                  | |
| 7          | 陈敏尔         | 中央政治局委员 天津市委书记 天津警备区党委第一书记                                                           |                                                                                                  | |
| 10         | 袁家军         | 中央政治局委员 重庆市委书记 重庆警备区党委第一书记                                                           |                                                                                                  | |
| 11         | 黄坤明         | 中央政治局委员 广东省委书记 广东省军区党委第一书记                                                           |                                                                                                  | |

## 历届政治局成员

### 第三届
- 中共第三次全国代表大会（1923年）产生的中央局，由5名委员组成。

| 排名 | 肖像 姓名 | 党职                                        | 公职 | 分工 | 備註                              |
| ---- | --------- | ------------------------------------------- | ---- | ---- | --------------------------------- |
| 1    | 陈独秀    | 中共中央執行委員會委員長 中共中央政治局委员 |      |      |                                   |
| 2    | 蔡和森    | 中共中央政治局委员                          |      |      |                                   |
| 3    | 毛泽东    | 中共中央政治局委员 中央局秘书               |      |      |                                   |
| 4    | 罗章龙    | 中共中央政治局委员 中央局会计               |      |      |                                   |
| 5    | 谭平山    | 中共中央政治局委员                          |      |      | 后由于谭调职，1923年9月改为王荷波 |

### 第四届
- 四届一中全会（1925年）产生的中央局，由5名委员组成。[18][19]

委员：陈独秀（中央执行委员会总书记）、彭述之、张国焘、蔡和森、瞿秋白。

### 第五届
- 五届一中全会（1927年）产生的中央政治局，由8名委员，3名候补委员组成。[20][21]

委员：陈独秀（中央委员会总书记）、蔡和森、李维汉、瞿秋白、张国焘、谭平山、李立三、周恩来。
候补委员：苏兆征、张太雷、陈延年

### 第六屆
- 六届一中全会（1928年）产生的中央政治局，由7名委员，7名候补委员组成。[22]

委员：向忠发（中央委员会总书记兼中央政治局主席）、周恩来（秘书长兼组织部长）、苏兆征（工委书记）、李立三（农委书记）、张金保（妇委书记）。瞿秋白、张国焘为中国共产党驻共产国际的代表。

### 第七届
- 中共七届一中全会（1945年6月19日）选举产生的中央政治局，由13名委员组成：

任弼时于1950年10月病逝。
高岗于1954年2月被隔离审查，实际上丧失政治局成员地位，8月自杀。
1955年4月，七届五中全会补选林彪、邓小平为政治局委员。

### 第八届
- 中共八届一中全会（1956年9月28日）选举产生的中央政治局，由17名委员、6名候补委员组成：

1958年5月，八届五中全会增选柯庆施、李井泉、谭震林为政治局委员。
彭德怀、张闻天于1959年8月遭到批判，实际上丧失政治局成员地位。
林伯渠于1960年5月病逝，罗荣桓于1963年12月病逝，柯庆施于1965年4月病逝。
“文化大革命”开始后，彭真、陆定一于1966年5月被打倒，实际上丧失政治局成员地位。
1966年8月12日，八届十一中全会改选了中央政治局常委，补选陶铸、陈伯达、康生、徐向前、聂荣臻、叶剑英为政治局委员，补选李雪峰、谢富治、宋任穷为政治局候补委员。改组后的中央政治局由22名委员、5名候补委员组成：
张闻天（已于1959年8月遭到批判）、乌兰夫于1966年8月被打倒，彭德怀（已于1959年8月遭到批判）于1966年12月被打倒，薄一波、陶铸、邓小平、刘少奇、李井泉于1967年1月被打倒，宋任穷、谭震林于1967年8月被打倒，贺龙于1967年9月被打倒，实际上丧失政治局成员地位。
1967年“二月逆流”后，中央政治局停止活动，其功能由中央文革碰头会取代。
1968年10月，八届十二中全会将刘少奇开除党籍、撤销党内外一切职务。

### 第九届
- 中共九届一中全会（1969年4月28日）选举产生的中共中央政治局，由21名委员、4名候补委员组成：

陈伯达于1970年9月被隔离审查，李雪峰于1971年1月被隔离审查，实际上丧失政治局成员地位。
林彪、叶群于1971年9月坠机身亡。
李作鹏、吴法宪、邱会作、黄永胜于1971年9月被隔离审查，实际上丧失政治局成员地位。
谢富治于1972年3月病逝。
陈伯达、李作鹏、吴法宪、邱会作、黄永胜、李雪峰于1973年8月被开除党籍、撤销党内外一切职务。

### 第十届
- 中共十届一中全会（1973年8月30日）选举产生的中央政治局，由21名委员、4名候补委员组成：

邓小平于1973年12月经中共中央决定担任政治局委员。
董必武于1975年4月病逝，康生于1975年12月病逝，周恩来于1976年1月病逝。
邓小平于1976年4月被撤销党内外一切职务。
朱德于1976年7月病逝，毛泽东于1976年9月病逝。
王洪文、张春桥、江青、姚文元于1976年10月被隔离审查，实际上丧失政治局成员地位。
1977年7月，十届三中全会恢复邓小平的政治局委员职务，将王洪文、张春桥、江青、姚文元开除党籍、撤销党内外一切职务。

### 第十一届
- 中共十一届一中全会（1977年8月19日）选举产生的中共中央政治局，由23名委员、3名候补委员组成：

1978年12月，十一届三中全会增选陈云、邓颖超、胡耀邦、王震为政治局委员。
苏振华于1979年2月病逝。
1979年9月，十一届四中全会选举赵紫阳、彭真为政治局委员。
1980年2月，十一届五中全会批准汪东兴、纪登奎、吴德、陈锡联的辞职请求，免去其政治局委员职务。
陈永贵于1980年9月被解除国务院副总理职务，实际上丧失政治局成员地位。

### 第十二届
- 中共十二届一中全会（1982年9月13日）选举产生的中央政治局，由25名委员、3名候补委员组成：

廖承志于1983年6月病逝。
1985年9月22日，中共全国代表会议同意叶剑英、邓颖超、徐向前、聂荣臻、乌兰夫、王震、韦国清、李德生、宋任穷、张廷发不再担任中央委员和中央政治局委员的请求；24日，十二届五中全会增选田纪云、乔石、李鹏、吴学谦、胡启立、姚依林为政治局委员。改组后的中央政治局由20名委员、2名候补委员组成：

### 第十三届
- 中共十三届一中全会（1987年11月2日）选举产生的中央政治局，由17名委员、1名候补委员组成：

胡耀邦于1989年4月病逝。
赵紫阳于1989年5月被停止工作，实际上丧失政治局成员地位。
1989年6月，十三届四中全会撤销赵紫阳的政治局委员职务，免去胡启立的政治局委员职务。

### 第十四届
- 中共十四届一中全会（1992年10月19日）选举产生的中央政治局，由20名委员、2名候补委员组成：

谭绍文于1993年2月病逝。
1994年9月，十四届四中全会增选黄菊为政治局委员。
1995年9月，十四届五中全会撤销陈希同的政治局委员职务。

### 第十五届
- 中共十五届一中全会（1997年9月19日）选举产生的中央政治局，由22名委员、2名候补委员组成：

谢非于1999年10月病逝。

### 第十六届
- 中共十六届一中全会（2002年11月15日）选举产生的中央政治局，由24名委员、1名候补委员组成：

陈良宇于2006年9月经中共中央决定被停止政治局委员职务。
黄菊于2007年6月病逝。

### 第十七届
- 中共十七届一中全会（2007年10月22日）选举产生的中央政治局，由25名委员组成：

薄熙来于2012年4月经中共中央决定被停止政治局委员职务。

### 第十八届
- 中共十八届一中全会（2012年11月15日）选举产生的中央政治局，由25名委员组成：

孙政才于2017年9月被开除党籍，其政治局委员职务自然撤销。

### 第十九届
- 中共十九届一中全会（2017年10月25日）选举产生的中央政治局，由25名委员组成：

### 第二十届
- 中共二十届一中全会（2022年10月23日）选举产生的中央政治局，由24名委员组成：

## 在世前政治局成员
截至2025年7月，在世的前中共中央政治局委员有56位：

### 在世前政治局常委
| 姓名   | 任期                                   | 出生日期与年龄       | 备注                                      |
| ------ | -------------------------------------- | -------------------- | ----------------------------------------- |
| 宋平   | 第十三届                               | 1917年4月24日        | 原中央组织部部长                          |
| 朱镕基 | 第十四届、第十五届                     | 1928年10月23日       | 原国务院总理                              |
| 胡启立 | 第十三届                               | 1929年10月6日        | 原中央书记处书记、因六四事件被免职        |
| 李岚清 | 第十五届                               | 1932年5月22日        | 原国务院第一副总理                        |
| 李瑞环 | 第十三届、第十四届、第十五届           | 1934年9月17日        | 原全国政协主席                            |
| 罗干   | 第十六届                               | 1935年7月18日        | 原中央政法委书记                          |
| 吴官正 | 第十六届                               | 1938年10月18日       | 原中央纪委书记                            |
| 曾庆红 | 第十六届                               | 1939年7月30日        | 原国家副主席                              |
| 贾庆林 | 第十六届、第十七届                     | 1940年3月8日         | 原全国政协主席                            |
| 温家宝 | 第十六届、第十七届                     | 1942年9月15日        | 原国务院总理                              |
| 周永康 | 第十七届                               | 1942年12月3日        | 原中央政法委书记，2014年12月5日被开除党籍 |
| 胡锦涛 | 第十四届、第十五届、第十六届、第十七届 | 1942年12月21日       | 原中共中央总书记、国家主席、中央军委主席  |
| 贺国强 | 第十七届                               | 1943年10月1日        | 原中央纪委书记                            |
| 李长春 | 第十六届、第十七届                     | 1944年2月1日         | 原中央文明委主任                          |
| 俞正声 | 第十八届                               | 1945年4月5日         | 原全国政协主席                            |
| 张高丽 | 第十八届                               | 1946年11月1日        | 原国务院第一副总理                        |
| 张德江 | 第十八届                               | 1946年11月4日        | 原全国人大常委会委员长                    |
| 刘云山 | 第十八届                               | 1947年7月（77—78歲） | 原中央书记处书记                          |
| 王岐山 | 第十八届                               | 1948年7月19日        | 原中央纪委书记、国家副主席                |
| 栗战书 | 第十九届                               | 1950年8月30日        | 原全国人大常委会委员长                    |
| 韩正   | 第十九届                               | 1954年4月22日        | 原国务院第一副总理，现国家副主席          |
| 汪洋   | 第十九届                               | 1955年3月5日         | 原全国政协主席                            |

### 在世前政治局非常委委员
| 姓名   | 任期                                   | 出生日期与年龄       | 备注                                               |
| ------ | -------------------------------------- | -------------------- | -------------------------------------------------- |
| 王汉斌 | 第十四届                               | 1925年8月（99歲）    | 原全国人大常委会副委员长                           |
| 田纪云 | 第十二届、第十三届、第十四届、第十五届 | 1929年6月4日         | 原国务院副总理、全国人大常委会副委员长             |
| 迟浩田 | 第十五届                               | 1929年7月9日         | 原中央军委副主席                                   |
| 曹刚川 | 第十六届                               | 1935年12月（89歲）   | 原中央军委副主席                                   |
| 李铁映 | 第十三届、第十四届、第十五届           | 1936年9月18日        | 原全国人大常委会副委员长                           |
| 吴仪   | 第十六届                               | 1938年11月17日       | 原国务院副总理                                     |
| 曾培炎 | 第十六届                               | 1938年12月（86歲）   | 原国务院副总理                                     |
| 王兆国 | 第十六届、第十七届                     | 1941年7月14日        | 原全国人大常委会副委员长                           |
| 郭伯雄 | 第十六届、第十七届                     | 1942年7月（82—83歲） | 原中央军委副主席、2015年7月30日被开除党籍          |
| 王刚   | 第十六届、第十七届                     | 1942年10月5日        | 原全国政协副主席                                   |
| 刘淇   | 第十六届、第十七届                     | 1942年11月3日        | 原北京市委书记                                     |
| 回良玉 | 第十六届、第十七届                     | 1944年10月29日       | 原国务院副总理                                     |
| 王乐泉 | 第十六届、第十七届                     | 1944年12月21日       | 原新疆维吾尔自治区党委书记                         |
| 刘延东 | 第十七届、第十八届                     | 1945年11月22日       | 原国务院副总理、全国政协副主席                     |
| 李建国 | 第十八届                               | 1945年4月18日        | 原全国人大常委会副委员长                           |
| 马凯   | 第十八届                               | 1946年6月29日        | 原国务院副总理                                     |
| 陈良宇 | 第十六届                               | 1946年10月24日       | 原上海市委书记、2007年7月16日被开除党籍            |
| 范长龙 | 第十八届                               | 1947年5月（78歲）    | 原中央军委副主席                                   |
| 郭金龙 | 第十八届                               | 1947年7月（77—78歲） | 原北京市委书记                                     |
| 孟建柱 | 第十八届                               | 1947年7月28日        | 原中央政法委书记                                   |
| 薄熙来 | 第十七届                               | 1949年7月3日         | 原重庆市委书记、2012年9月28日被开除党籍            |
| 杨洁篪 | 第十九届                               | 1950年5月1日         | 原中央外事办主任                                   |
| 孙春兰 | 第十八届、第十九届                     | 1950年5月24日        | 原天津市委书记、国务院副总理                       |
| 李源潮 | 第十七届、第十八届                     | 1950年11月20日       | 原国家副主席                                       |
| 王晨   | 第十九届                               | 1950年12月（74歲）   | 原全国人大常委会副委员长                           |
| 刘鹤   | 第十九届                               | 1952年1月25日        | 原国务院副总理                                     |
| 刘奇葆 | 第十八届                               | 1953年1月30日        | 原中央宣传部部长、全国政协副主席                   |
| 张春贤 | 第十八届                               | 1953年5月12日        | 原新疆维吾尔自治区党委书记、全国人大常委会副委员长 |
| 陈希   | 第十九届                               | 1953年9月16日        | 原中央组织部部长                                   |
| 杨晓渡 | 第十九届                               | 1953年10月26日       | 原国家监察委主任                                   |
| 郭声琨 | 第十九届                               | 1954年10月16日       | 原中央政法委书记                                   |
| 陈全国 | 第十九届                               | 1955年7月12日        | 原新疆维吾尔自治区党委书记                         |
| 胡春华 | 第十八届、第十九届                     | 1963年4月1日         | 原广东省委书记、国务院副总理，现全国政协副主席     |
| 孙政才 | 第十八届                               | 1963年9月25日        | 原重庆市委书记、2017年9月29日被开除党籍            |

最近一位去世的前中共中央政治局委員是许其亮，於2025年6月2日去世，享年75歲。